# Gelöster organischer Stickstoff
Der gelöste organische Stickstoff (engl. dissolved organic nitrogen, DON) gehört als Teil des gesamten organischen Stickstoffs zu den Stickstoff-Summenparametern und bezeichnet die gelösten Formen. Damit handelt es sich um die Stickstoffverbindungen enthaltende Teilmenge des gelösten organischen Kohlenstoffs (DOC).
Im Unterschied zu den gelösten anorganischen Stickstoffverbindungen ist in Mitteleuropa die Konzentration der jeweiligen DON-Verbindungen innerhalb eines Standgewässers über die vier Jahreszeiten nahezu konstant. Huminstoffe und hochmolekulare Proteine, Aminozucker und weitere Biopolymere (wie sie z. B. beim Zusammenbruch von Algenblüten freigesetzt werden) machen den größten Anteil am Gesamt-DON aus; kleinere Anteile am DON entfallen auf Harnstoff und auf Aminosäuren.